# Totalbanken
Totalbanken er et fynsk pengeinstitut, som er stiftet i 1911. Banken har 98 medarbejdere, og hovedsædet er beliggende i Aarup på Fyn. Herudover har banken tre filialer i Odense. Ved udgangen af 2021 har banken en balance på 4,4 mia. kroner og en egenkapital på 554 mio. kroner.
Banken driver traditionel bankvirksomhed med formidling af udlån, indlån og garantier. Som udgangspunkt findes forretningsgrundlaget på Fyn, som er bankens primære markedsområde. Den primære kundegruppe er private husstande, samt mindre og mellemstore virksomheder.
Gennem det 100 % ejede datterselskab, Dansk Erhvervsfinansiering A/S, udbydes leasing til små og mellemstore virksomheder. 

## Historie
Banken blev grundlagt 16. februar 1911 som Banken for Aarup og Omegn. 